# Gambria leucozona
Gambria leucozona là một loài bọ cánh cứng trong họ Cerambycidae.